# Libadwaita
Libadwaita ist eine Softwarebibliothek, die Programmierer dabei unterstützt, grafische Benutzeroberflächen auf Desktops und mobilen Geräten identisch zu gestalten und Designvorgaben einzuhalten. Libadwaita ist die Weiterentwicklung der Programmbibliothek Libhandy für mobile Geräte und basiert auf der Programmbibliothek GTK4. Libadwaita wurde in die Desktop-Umgebung GNOME integriert und zum Jahresende 2021 veröffentlicht.

## Hintergründe und Entwicklung
Mit dem Desktop-Theme Adwaita wurde 2011 ein einheitliches und zeitgemäßes Design für GNOME-Anwendungen und GTK-Apps geschaffen. 2014 wurde Adwaita bereits zum Standardtheme für viele Desktop-Umgebungen und Linux-Distributionen. In den Folgejahren jedoch hemmte die Vereinheitlichung des Designs von GNOME und GTK zunehmend die Weiterentwicklung von Adwaita, wodurch das Theme ziemlich bald veraltet war. Im Jahr 2019 kam der erste Versuch, das Theme wieder an neuen Designtrends anzupassen.
Um die Entwicklung von GNOME-Designkonzepten wieder schneller voranzutreiben, entstand die Zusatzbibliothek Libhandy, mit der moderne und adaptive Apps für mobile Geräte geschaffen werden konnten. Die unterschiedlich lange Entwicklungszeit von Adwaita führte letztendlich zur Trennung von GNOME und GTK.
Die Softwarebibliothek Libadwaita beinhaltet das Theme Adwaita, integriert die Programmbibliothek Libhandy und bietet Widgets und Funktionen für die GNOME-Plattform, unter Einhaltung der GNOME-Designsprache und der GNOME Human Interface Guidelines (HIG)
Libadwaita wurde in Phasen entwickelt. Zuerst wurde eine neue Designsprache für GNOME entwickelt und anschließend die neuen Widgets und Funktionen von Libadwaita implementiert. Schließlich wurde Libadwaita in GNOME vollständig integriert und erstmals mit GNOME 41 im März 2021 veröffentlicht. Offiziell wurde Libadwaita 1.0 im Dezember 2021 veröffentlicht.

## Ausrichtung und Ziele
Als wichtigste Eckpunkte gelten:
- Vereinheitlichung des Designs
- Vereinfachte und schnellere Entwicklung von GNOME-Anwendungen
- Vereinfachte und schnellere Entwicklung der GNOME-Designsprache
- Designvorgabe: Human Interface Guidelines (HIG)[4][5]
- Trennung des Designs von GNOME und GTK

## Funktionen
Inhalt und Funktionen der Bibliothek:
- Widget-Bibliothek
- Stylesheet für Adwaita-Style
- Style-Klassen
- Adaptive Widgets, die sich an Bildschirmgrößen und Eingabemethoden anpassen
- Unterstützung für abgerundete Ecken
- Animationen
- Gestensteuerungen

## Kritik
Einige Betriebssystem-Entwickler empfinden das Design-Konzept zu starr, weshalb beispielsweise das Linux-Betriebssystem Pop! OS einen eigenen Desktop ohne GNOME entwickelt.